# Schaatsen op de Olympische Winterspelen 2022 - Ploegenachtervolging vrouwen
De ploegenachtervolging vrouwen op de Olympische Winterspelen 2022 werd op zaterdag 12 en dinsdag 15 februari 2022 in de National Speed Skating Oval in Peking, China verreden.

## Tijdschema
| Datum       | Lokale tijd | MET   | Fase          |
| ----------- | ----------- | ----- | ------------- |
| 12 februari | 16:00       | 09:00 | Kwartfinales  |
| 15 februari | 14:30       | 07:30 | Halve finales |
| 15 februari | 15:24       | 08:24 | Finales C/D   |
| 15 februari | 16:22       | 09:22 | Finales A/B   |

## Records
Records voor aanvang van de Spelen in 2022. 
| Titelhouder      | Miho Takagi Ayano Sato Nana Takagi            | Japan     | 2:53,89 | Gangneung      | Olympische Winterspelen 2018 | 21 februari 2018 |
| Wereldrecord     | Miho Takagi Ayano Sato Nana Takagi            | Japan     | 2:50,76 | Salt Lake City | WK Afstanden 2020            | 14 februari 2020 |
| Olympisch record | Miho Takagi Ayano Sato Nana Takagi            | Japan     | 2:53,89 | Gangneung      | Olympische Winterspelen 2018 | 21 februari 2018 |
| Baanrecord       | Leonie Bats Isabel Grevelt Sophie Kraaijeveld | Nederland | 3:15,64 | Olympic Test   | Olympic Test                 | Olympic Test     |

## Wedstrijden

### Kwartfinale
| Schaatsers                                                | Land        | Tijd       | – | Schaatsers                                               | Land            | Tijd    |
| --------------------------------------------------------- | ----------- | ---------- | - | -------------------------------------------------------- | --------------- | ------- |
| Ayano Sato Miho Takagi Nana Takagi                        | Japan       | BR 2:53,61 | - | Adake Er Ahena Han Mei Li Qishi                          | China           | 3:00,58 |
| Marit Fjellanger Bøhm Sofie Karoline Haugen Ragne Wiklund | Noorwegen   | 3:01,84    | - | Antoinette de Jong Irene Schouten Ireen Wüst             | Nederland       | 2:57,26 |
| Jekaterina Sloeva Yauheniya Varabyova Marina Zoejeva      | Wit-Rusland | 3:02,00    | - | Ivanie Blondin Valérie Maltais Isabelle Weidemann        | Canada          | 2:53,97 |
| Karolina Bosiek Natalia Czerwonka Magdalena Czyszczoń     | Polen       | 3:01,92    | - | Jelizaveta Goloebeva Jevgenia Lalenkova Natalya Voronina | Russische ploeg | 2:57,66 |

BR = Baanrecord

#### Stand
| Nr. | Land            | Tijd    | Verschil | Volgende race  |
| --- | --------------- | ------- | -------- | -------------- |
| 1   | Japan           | 2:53,61 | BR       | Halve finale 1 |
| 2   | Canada          | 2:53,97 | + 0,36   | Halve finale 2 |
| 3   | Nederland       | 2:57,26 | + 3,65   | Halve finale 2 |
| 4   | Russische ploeg | 2:57.66 | + 4,05   | Halve finale 1 |
| 5   | China           | 3:00,58 | + 6,97   | Finale C       |
| 6   | Noorwegen       | 3:01,84 | + 8,23   | Finale C       |
| 7   | Polen           | 3:01,92 | + 8,31   | Finale D       |
| 8   | Wit-Rusland     | 3:02,00 | + 8,39   | Finale D       |

### Halve finale
| Schaatsers                                               | Land            | Tijd    | – | Tijd    | Land   | Schaatsers                                        |
| -------------------------------------------------------- | --------------- | ------- | - | ------- | ------ | ------------------------------------------------- |
| Jelizaveta Goloebeva Jevgenia Lalenkova Natalya Voronina | Russische ploeg | 3:05,92 | - | 2:58,93 | Japan  | Ayano Sato Miho Takagi Nana Takagi                |
| Antoinette de Jong Irene Schouten Ireen Wüst             | Nederland       | 2:55,94 | - | 2:54,96 | Canada | Ivanie Blondin Valérie Maltais Isabelle Weidemann |

### Finales
| Finale | Schaatsers                                                | Land            | Tijd       | – | Tijd    | Land      | Schaatsers                                            |
| ------ | --------------------------------------------------------- | --------------- | ---------- | - | ------- | --------- | ----------------------------------------------------- |
| A      | Ivanie Blondin Valérie Maltais Isabelle Weidemann         | Canada          | 2:53,44 BR | - | 3:04,47 | Japan     | Ayano Sato Miho Takagi Nana Takagi                    |
| B      | Jelizaveta Goloebeva Jevgenia Lalenkova Natalya Voronina  | Russische ploeg | 2:58,66    | - | 2:56,86 | Nederland | Marijke Groenewoud Irene Schouten Ireen Wüst          |
| C      | Marit Fjellanger Bøhm Sofie Karoline Haugen Ragne Wiklund | Noorwegen       | 3:02,15    | - | 2:58,34 | China     | Adake Er Ahena Han Mei Li Qishi                       |
| D      | Jekaterina Sloeva Yauheniya Varabyova Marina Zoejeva      | Wit-Rusland     | 3:01,19    | - | 3:03,19 | Polen     | Karolina Bosiek Natalia Czerwonka Magdalena Czyszczoń |

#### Stand
| Nr.    | Land            | Tijd    | Opmerking |
| ------ | --------------- | ------- | --------- |
| Goud   | Canada          | 2:53,44 | BR        |
| Zilver | Japan           | 3:04,47 | Val       |
| Brons  | Nederland       | 2:56,86 |           |
| 4      | Russische ploeg | 2:58,66 | + 2,00s   |
| 5      | China           | 2:58,34 |           |
| 6      | Noorwegen       | 3:02,15 | + 3,41s   |
| 7      | Wit-Rusland     | 3:01,19 |           |
| 8      | Polen           | 3:03,19 | + 2,00s   |

## IJs- en klimaatcondities
| Datum            | 12 februari | 12 februari | 15 februari | 15 februari | 15 februari | 15 februari | 15 februari | 15 februari |
| Tijd             | 15:55       | 16:20       | 14:15       | 14:42       | 15:24       | 15:30       | 16:22       | 16:28       |
| Luchttemperatuur | 19,1°C      | 19,0°C      | 17,6°C      | 18,2°C      | 18,3°C      | 18,4°C      | 18,6°C      | 18,5°C      |
| IJstemperatuur   | -10,5°C     | -10,7°C     | -10,8°C     | -11,0°C     | -11,0°C     | -11,0°C     | -10,9°C     | -10,9°C     |
| Luchtvochtigheid | 23 %        | 23 %        | 20 %        | 20 %        | 20 %        | 20 %        | 20 %        | 20 %        |
| Luchtdruk        | 1.021 hPa   | 1.021 hPa   | 1.022 hPa   | 1.022 hPa   | 1.022 hPa   | 1.022 hPa   | 1.022 hPa   | 1.022 hPa   |